# 神辺城

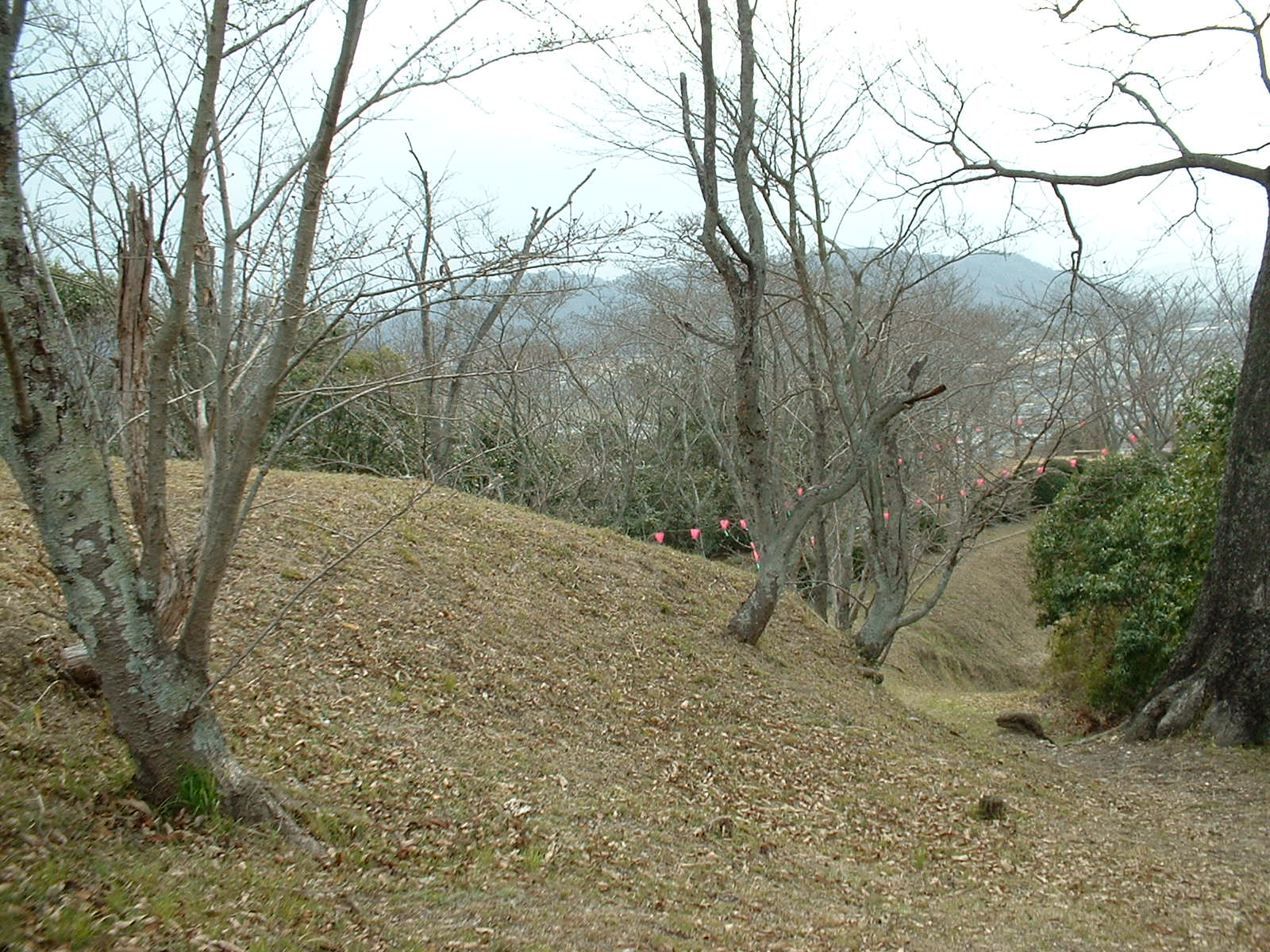
神辺城本丸の現状

神辺城（かんなべじょう）は、広島県福山市神辺町にあった南北朝時代から江戸時代初期にかけての日本の城（山城）。別名村尾城、神辺道上城、紅葉山城、楓山城などがある。

## 概要
本城は神辺平野を見通せる黄葉山に築城された、備後国を代表する城のひとつである。昭和時代までは、南北朝時代から備後国の守護所が置かれたとされていたが、近年は研究が進み神辺地方に守護所がなかったことが確実視されるようになり、現在では神辺城も備後国に於ける政治の中心からは外れた存在であったと看做されるようになっている。また、南北朝時代に築城された城は、現在の場所から北東約700mに位置する「古城山」にあったと考えられており、現在の位置（黄葉山）にあるものは、室町時代の1443年（嘉吉3年）に山名氏によって築かれたのが始まりと思われる。
黄葉山の神辺城は度重なる改修を受け、江戸時代になると福島氏により近世城郭として整備されるが、福島氏に替わり入封した水野勝成は新たな城（福山城）を築いて神辺城を廃城とした。このとき、建物や石垣の殆どが福山城に転用されるなどしたため、神辺城跡には山頂や尾根を削った曲輪や掘割などが現存するのみとなっている。なお、黄葉山に隣接した山上にある城郭風建築物は福山市神辺歴史民俗資料館で昭和時代後期に建てられた、城の遺構とは無関係の施設である。
なお、神辺城（黄葉山）の城名は廃城後（16世紀末以降）に付けたれたものであり、歴史上は「村尾城」が正確な呼称である。

## 沿革

### 古城山
古城山の城は高屋川に隣接する丘陵上に位置する小規模な城で、「備後古城記」によると南北朝時代の建武2年（1335年)に備後守護職に任ぜられた朝山次郎左衛門尉景連によって築かれたとされる（ただし、備後古城記の成立は江戸時代に入ってからなので、南北朝時代に関する記述の信憑性は疑問視されている）。嘉吉の乱により1401年（嘉吉元年）から山名氏が備後守護代の地位に就き、1443年（嘉吉3年）に新たな城を築いたことにより、廃城となったようである。

### 黄葉山
黄葉山の城は1443年（嘉吉3年）に山名氏によって築かれたとされるが、当初の規模や様子はよくわかっていない。その後、「但馬村岡山名家譜」によると、山名煕之の嫡男山名氏明が神辺城主であったと伝わり、天文7年（1538年）までに山名理興が城主となっていることがわかっているが、氏明以外には理興以前の城主は明らかではない。天文12年（1544年）頃に神辺城は大内氏に攻められ（神辺合戦）、理興は約7年間持ちこたえるが、天文18年（1549年）に落城する。山名理興は逃亡し、大内氏は神辺城を直轄城とし青景越後守を城番に置いた。軍記物などの従来の通説では、大内氏が滅亡し勢力基盤を毛利元就が継承すると毛利氏は臣従した山名理興に神辺城主復帰を認めた。弘治3年（1557年）に理興が死去すると、家老の杉原盛重が神辺城主となった、と説明されてきた。しかし、古文書などの研究から、天文年間末期に山名理興の重臣であった杉原氏が理興から離反して大内氏に服従したことで、その惣領であった杉原豊後守某が大内氏から神辺城主に任じられたと考えられている。弘治3年（1557年）頃に死去したのは杉原豊後守で、その一族であった杉原盛重が毛利氏との婚姻関係を背景に神辺城を継ぐことが許されたのが実像であったと考えられている}。こうした一連の動きに異を唱えた理興の旧臣藤井皓玄が謀反をおこし神辺城を占拠するが、すぐに鎮圧され皓玄は備中国に逃亡し自刃した。永禄7年（1564年）に盛重が西伯耆の尾高城に移ると、神辺城は盛重の二男杉原景盛が引き継ぐが、天正12年（1584年）に兄の元盛を謀殺したことで毛利氏に討ち取られたことから、神辺城は毛利氏の直轄城とされた。天正19年（1591年）からは毛利元就の八男毛利元康が城主となる。
毛利元康は慶長3年（1598年）に神辺城から南に位置する海辺に新たな城（王子山城）を築いて移り住んだ。しかし、慶長5年に関ヶ原の戦いの戦後処理により元康の所領が没収されると、替わりに福島正則が入封して、神辺城には筆頭家老であった福島丹波守正澄が3万石で置かれた。福島氏は元和5年（1619年）に改易され、水野勝成が入封する。水野氏は西国の外様大名を監視するために配置された譜代大名であったため、その役割を担う城としては神辺城は規模が小さく不便であるとして、芦田川河口の常興寺山に新たな城（福山城）を築いて神辺城は廃城とされた。

## 遺構
神辺城は最終的に石垣を用い多数の櫓と天守を有する近世城郭として整備されていたが、福山城築城の際に解体され、石垣や櫓の多くは福山城に移されたといわれている。このため、現在、山上部に残される遺構は曲輪跡や部分的な石垣、堀切、井戸などのみである。平野部は発掘調査により堀の石垣などが検出されている。福山城に移された櫓は神辺一番櫓（三層）、神辺二番櫓（二層）、神辺三番櫓（二層）、神辺四番櫓（二層）などであるといわれている。ただし、これらはいずれも明治初期に解体されたため現存せず、事実の確認は困難である。現在まで残る神辺城の建築物の遺構といわれているのは、福山市北吉津町の実相寺の山門のほか、明王院の書院、庫裏などである。
1970年代に神辺町により本丸上に天守を模した形状（模擬天守）の資料館を建設する計画が持ち上がり、これに先行して二の丸（第二、第三郭）に事前調査のないまま公園整備が開始された。このため、二の丸の遺構は記録を残すことなく破壊されたが、これを見た地元住民が県教育委員会に通報したため本丸部分の整備は中断された。模擬天守計画は地元郷土史会などから、神辺城の遺構を破壊し歴史的経緯を無視するものであるとして、反対運動がおこり、実際に本丸で行われた事前発掘調査で建物跡などの遺構が検出された。このため、神辺町は計画を見直し、資料館は神辺城に連続する吉野山の山頂部に建設されることになった。しかし、神辺城と資料館の間の空堀（堀切）にコンクリート製の歩道橋が建設され、この部分の遺構の一部が破壊されることとなった。

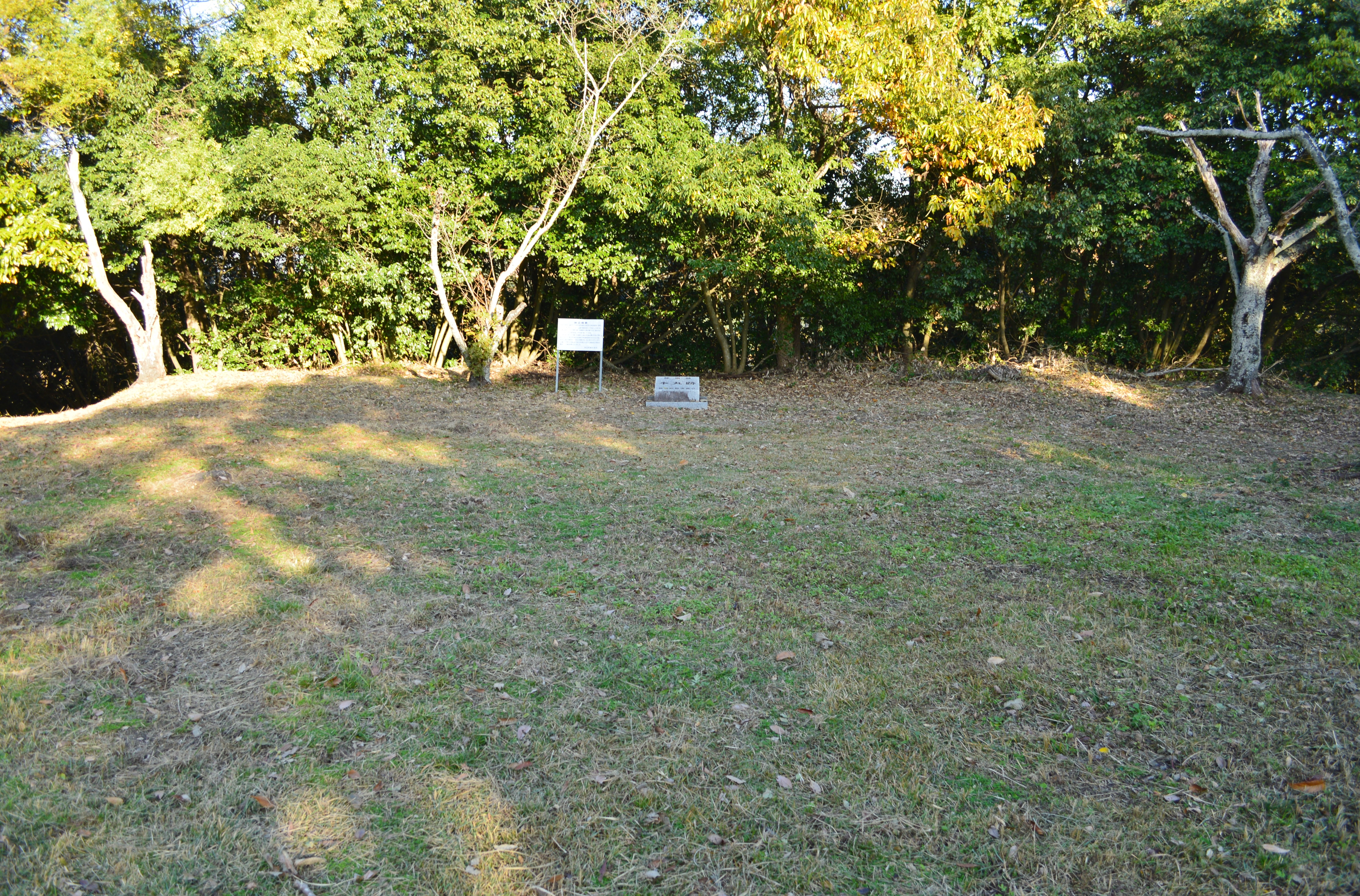
本丸
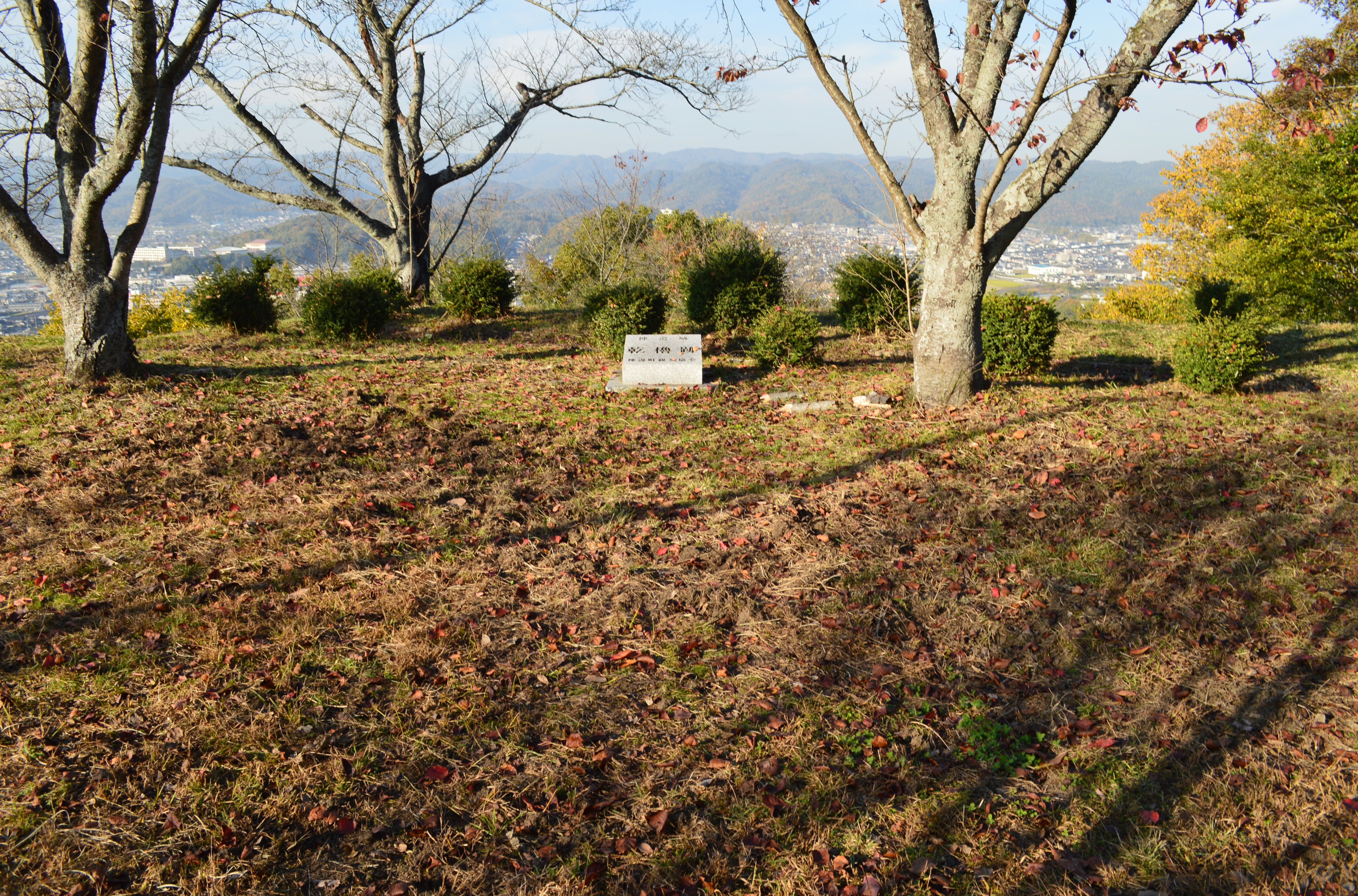
乾櫓跡
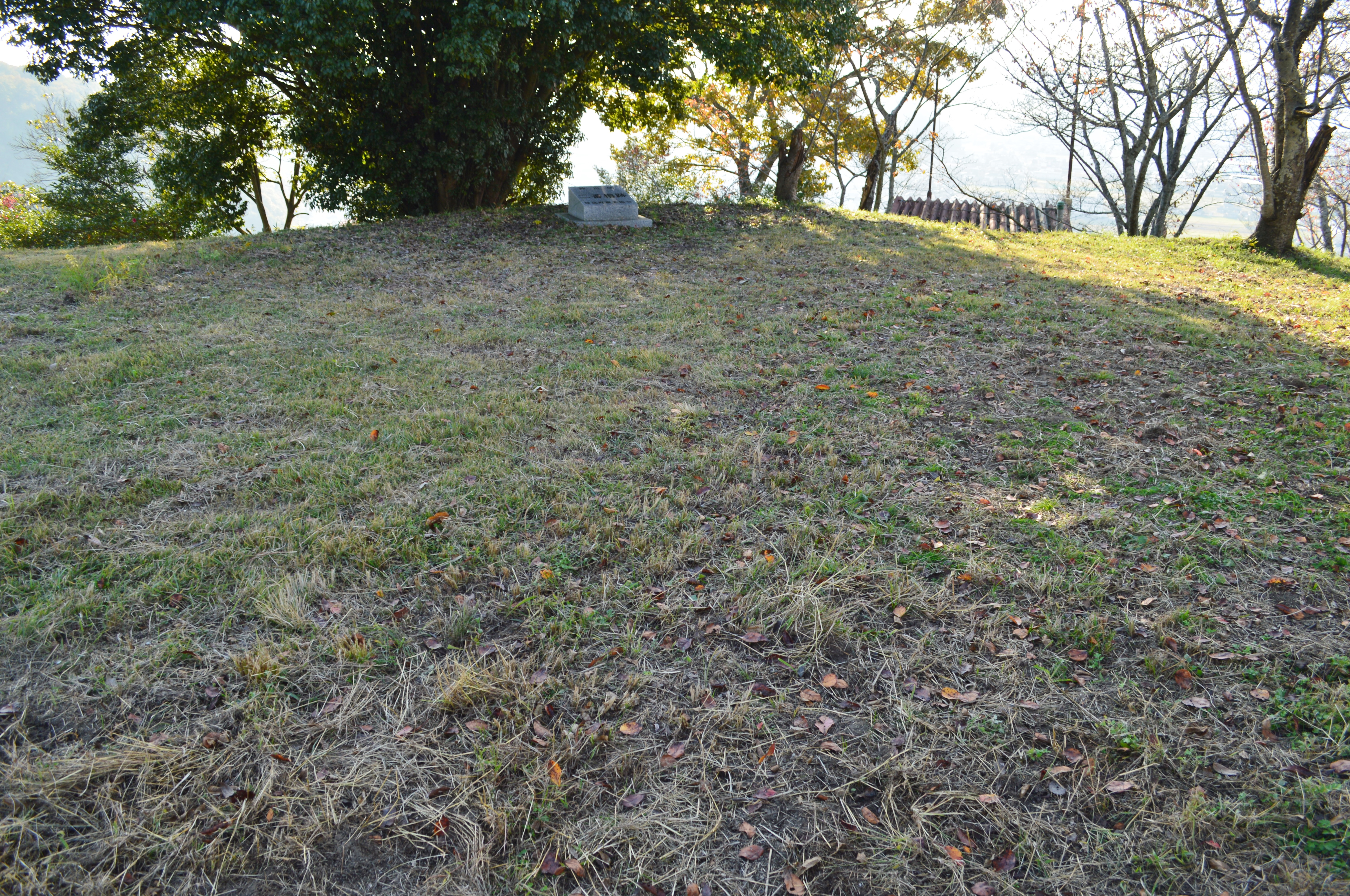
二番櫓跡
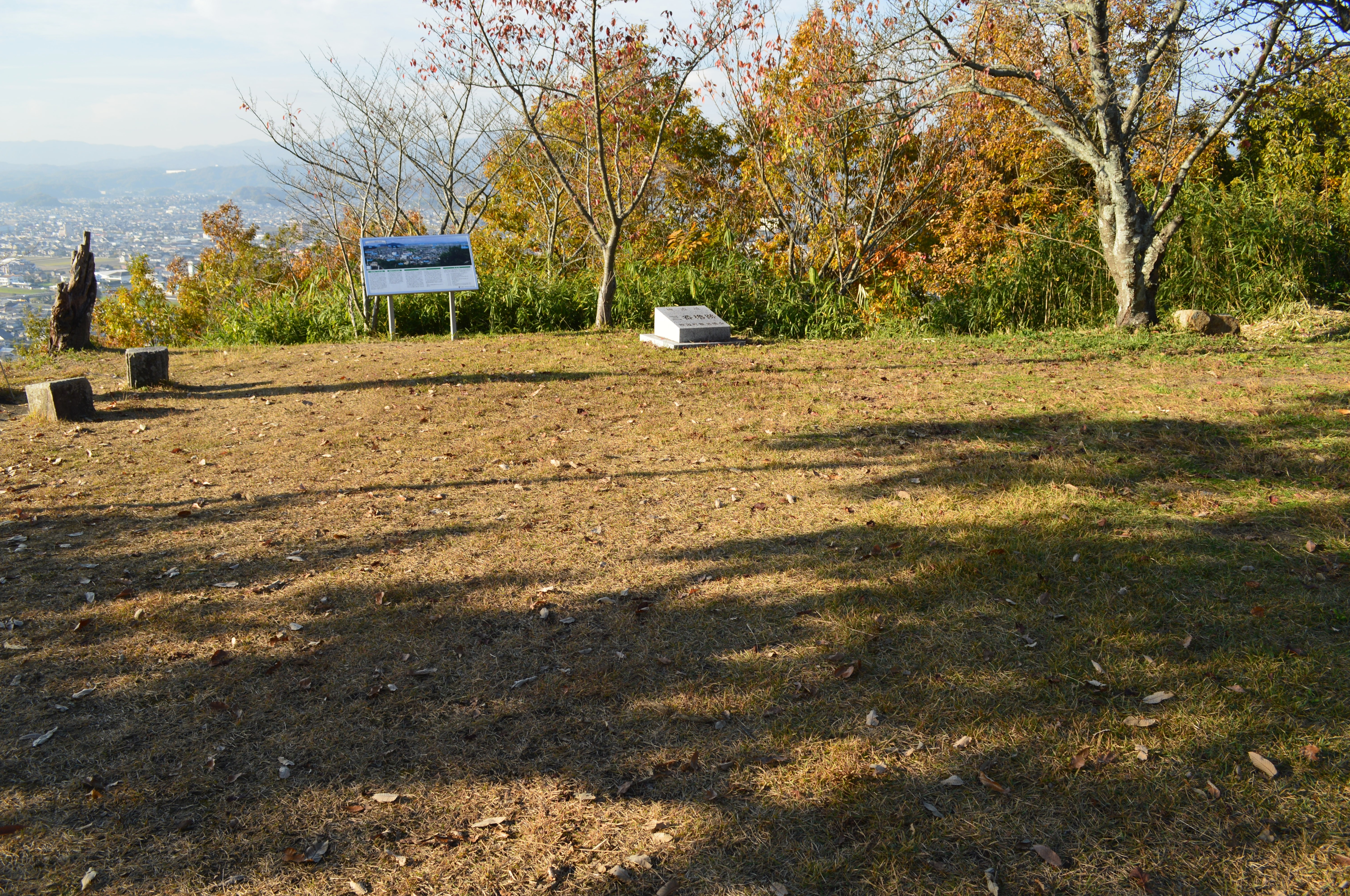
三番櫓跡
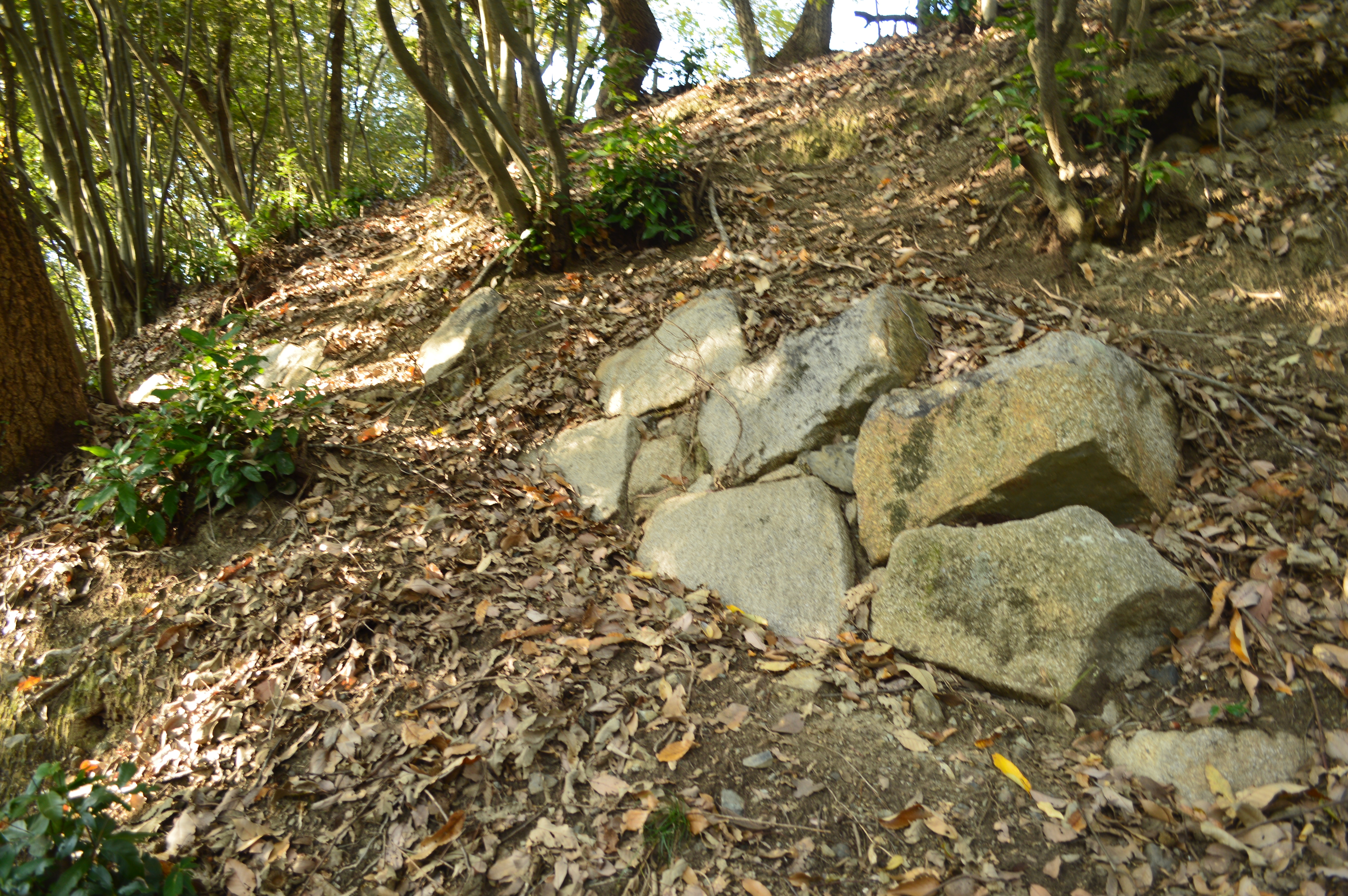
残存石垣
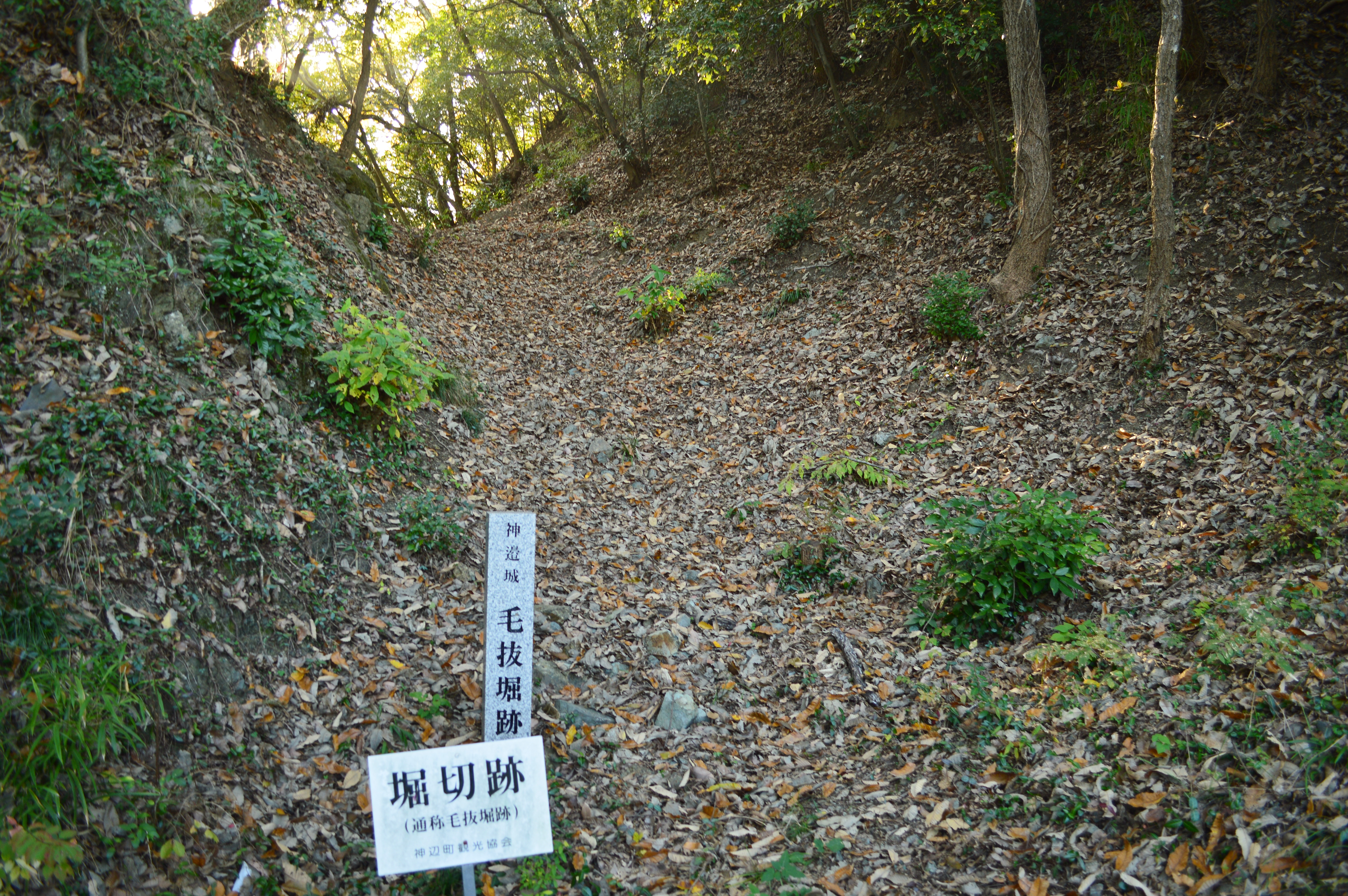
毛抜堀跡

## 文化財
城跡そのものは史跡には指定されていないが、城跡に生えているアベマキが市指定天然記念物となっている。